# Truc (escoltisme)
La branca escolta de Trucs es la unitat que formen els joves de 17 anys en endavant. Encara que en algunes associacions escoltes aquesta edat pot variar una mica i començar als 18.
Als escoltes d'aquesta edat se’ls anomena de diferents formes, segons l'agrupament i l'associació escolta a la qual formin part. En concret hi ha les següents:
- Truc (Tots a la Recerca d'Un Compromís)[2]
- Ròvers[3]
- Rutes[4]
- Companys[5]
- Focs
- Clan[6]

En espanyol se’ls hi diu Rovers, Rutas o Compañeros. En anglès s'anomenen Scouts Network.
Escolarment, la branca es correspon als cursos de 2n de Batxillerat i Estudis Universitaris.
Normalment, els joves passen en aquesta branca de 2 a 3 anys (depèn de cada agrupament), tot i que hi ha casos en què, per pròpia voluntat dels membres de la branca, s'hi arriben a passar fins a 5 anys, dedicats a tasques de voluntariat.
Habitualment es forma un grup independent per a cadascun dels anys, sense barreja entre edats.
S'identifica amb el color de camisa verda. La unitat bàsica de treball (el petit grup) rep el nom de Clan. El projecte o acció dut a terme per aquesta branca s'anomena Descoberta i Acció de Servei.

## El petit grup: El Clan[7]
Les unitats d'aquesta branca treballen quasi de manera exclusiva en petits grups, que funcionen de manera molt autònoma, sense relacionar-se gaire uns grups amb els altres. Aquests petits grups s'anomenen Clans, i estan formats per entre 5 i 12 joves, tots ells de la mateixa edat (això vol dir que, normalment, no hi ha barreja d'edats).
El Clan és doncs un grup de joves que es reuneixen lliurement i decideixen junts que volen fer, fixant-se uns objectius de treball i progrés personal i col·lectiu, i que actuen en el seu entorn social per a ajudar a transformar-lo.
La forma de treball és l'Autogestió:
- Els joves prenen les decisions i realitzen les activitats.
- Hi ha un elevat grau de confiança entre els membres.
- Hi ha d'haver molt bona comunicació.
- Tothom col·labora en el treball.

El Cap d'Unitat no intervé gaire en la direcció i coordinació del grup, i es limita a fer tasques d'impuls i animació. Per això no se l'anomena Cap, sinó Animador. L'Animador ha d'estimular la participació de tots i ajudar a revisar i aprofundir en les activitats realitzades.
Un Animador de Truc pot estar al càrrec d'un sol Clan o de diversos.
El Clan no canvia d'un any a l'altre; s'intenta que es mantingui estable al llarg dels dos o més anys que pot durar.

## Institucions de la branca[7]
- Assemblea: Està formada per tota la Unitat, és a dir, els nois i noies de tots els Clans i els Animadors. Es reuneix per prendre decisions conjuntes que afectin a tots els Clans (p. ex. projectes que volen realitzar conjuntament, o excursions comunes).

- Consell de la Branca: Està formada per un representant de cada Clan. Es reuneix per coordinar projectes comuns.